# ラウリル硫酸ナトリウム
ラウリル硫酸ナトリウム（ラウリルりゅうさんナトリウム、sodium lauryl sulfate, SLS）は陰イオン性界面活性剤の1つ。ドデシル硫酸ナトリウム（ドデシルりゅうさんナトリウム、sodium dodecyl sulfate, SDS, NaDS）とも呼ばれる。硫酸のモノ長鎖アルキルエステルのナトリウム塩である。
乳化剤や発泡剤、洗浄剤として、日用品では歯磨き粉、シャンプー、シェービングクリーム、泡風呂、リキッドファンデーションなど、医薬品では薬・サプリメントのカプセルなど、工業用としては自動車整備業などの工場や車庫の床用洗剤、機械類の油脂落とし洗剤、洗車用洗剤など、多くの用途に使用されている合成化学物質である。12個の炭素原子鎖が硫酸塩に結合した構造を持ち、洗剤に不可欠な両親媒性特性を有する。

## 特性
- 25 ℃における純水中の臨界ミセル濃度: 8.2 mM[1]。
- 前項の濃度における凝集数: 62付近[2]。
- ミセル電離度 （α）: 0.3 （30%）付近。
- 純粋な水溶液中における光学屈折率増分（dn/dc）: 波長532 nmの場合、約0.1070 mL/g。

## 製法
1-ドデカノール（ラウリルアルコール、{\displaystyle {\ce {CH3(CH2)10CH2OH}}}）を硫酸との脱水縮合によりエステル化した後、炭酸ナトリウムにより中和して合成する。

## 安定性
水溶液中では加水分解がおこり、1-ドデカノールと硫酸水素ナトリウムを生じる。ドデカノールは水に溶けにくいため、加水分解が進行すると析出物を生じやすくなる。この反応は温度依存的であるが、おおよそpH3以下ではさらに加水分解が促進される。加水分解が進行するにつれて1-ドデカノールの増加やpHの低下がおこり、これにより加水分解がさらに促進される。

## 人体への影響

### 炎症
清掃用洗剤に含まれる他、歯磨き粉やシャンプー、ボディーソープにも使用される。他のすべての界面活性剤と同じく、皮膚や眼などに炎症を起こす可能性がある。特に、眼に入った後は大量の水で洗い流す必要がある。皮膚炎は正式には接触皮膚炎と呼ばれ、アレルギー性皮膚炎と刺激性皮膚炎の2種類がある。ラウリル硫酸ナトリウムが引き起こす皮膚炎は刺激性である。ステロイドが刺激性皮膚炎に対して効果がないことを証明した医学論文において、刺激性皮膚炎を引き起こすための皮膚テスト（パッチテスト）に使われたものがラウリル硫酸ナトリウムである。

### 発癌可能性の論争
1970年代に発癌性が指摘され厚生労働省によって精密な追試が行われたが発癌性は確認されていない。旧東京都立衛生研究所 (現・東京都健康安全研究センター) の調査でも毒性は無いとの結論に達している。また、米国化粧品工業会も化粧品原料評価を行い発癌性を否定しており、インターネットやE-mailで流布される発癌性懸念の噂は虚偽であるとのカナダ健康省や米国癌学会（en:American Cancer Society）の見解を紹介している。さらに、2007年現在までIARCやNTPの発癌性リストに載ったことは無い。

## 用途
実験室では、ラウリル硫酸ナトリウムはポリアクリルアミドゲル電気泳動（SDS-PAGE）用にタンパク質を処理するために使用される。ラウリル硫酸ナトリウムはタンパク質の非共有結合を分離させ、分子の高次構造を失わせる（これは変性と呼ばれる）。さらに、ラウリル硫酸ナトリウムの陰イオンは、1つのラウリル硫酸ナトリウム陰イオンに対し2つのアミノ酸残基の比率で主ペプチド鎖に結び付く。これにより、そのタンパク質の質量に比例した負電荷を効果的に分配する（およそ1.4グラムのラウリル硫酸ナトリウムに対し1グラムのタンパク質）。ラウリル硫酸ナトリウムの結合により生成される静電気反発作用は、タンパク質の折りたたみ構造を棒状構造へと変化させることにより、ゲル中泳動時におけるタンパク質形状の差による影響を取り去る。

## 関連文献
- 「和名ラウリル硫酸ナトリウム：英文名Sodium Lauryl Sulfate」、日本医薬品添加剤協会、2005年、 オリジナルの2014年7月24日時点におけるアーカイブ、2019年2月28日閲覧。
- Cara AM Bondi; Julia L Marks; Lauren B Wroblewski; Heidi S Raatikainen; Shannon R Lenox; Kay E Gebhardt (2015). “Human and Environmental Toxicity of Sodium Lauryl Sulfate (SLS): Evidence for Safe Use in Household Cleaning Products”. Environ Health Insights 9:  27–32. doi:10.4137/EHI.S31765. PMID 26617461.
- “The Dirty Dozen: Sodium Laureth Sulfate”. デヴィッド・スズキ基金. 2017年11月6日時点のオリジナルよりアーカイブ。2019年2月28日閲覧。